# Vanda (Orchideen)
Vanda ist eine Gattung aus der Familie der Orchideen (Orchidaceae). In ihr sind etwa 82 Arten zusammengefasst. Es handelt sich um epiphytisch wachsende Pflanzen, ihr Verbreitungsgebiet liegt in Südostasien. Einige Arten und besonders ihre Hybriden werden als Zierpflanzen und in der Schnittblumenproduktion genutzt.

## Beschreibung
Vanda hat eine monopodiale Wuchsform, der Spross ist aufrecht und kann sehr lang werden, selten ist die Spitze übergeneigt. Die Wurzeln entspringen im unteren Bereich der Sprossachse, sie sind dick und sparrig abstehend, von mehrlagigem Velamen radicum umgeben. Die Blätter sind zweizeilig angeordnet. Die Internodien sind kurz, die Sprossachse wird komplett durch die Blattbasen, die den Spross umfassen, verdeckt. Zwischen Blattgrund und Blattspreite befindet sich ein Trenngewebe. Die Blätter sind an der Basis v-förmig längs der Mittelrippe gefaltet (conduplikat), weiter vorne flach ausgebreitet. Sie sind schmal, linealisch bis riemenförmig, die Spitze ist oft leicht eingezogen und dadurch asymmetrisch zweilappig oder unregelmäßig gezähnt.

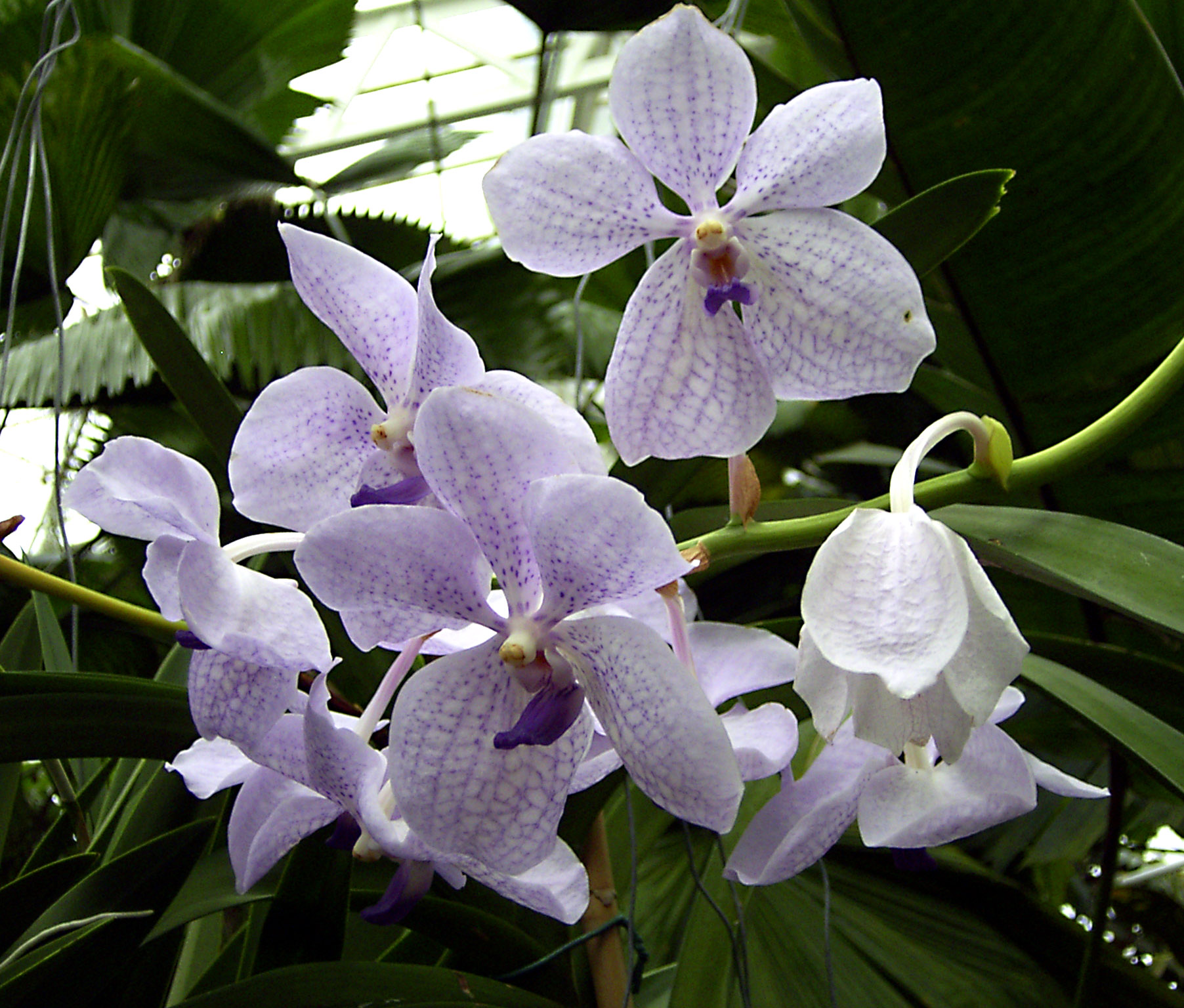
Vanda Rothschildiana = Vanda coerulea × Vanda sanderiana

Der Blütenstand ist eine lockere Traube, er erscheint aus den Blattachseln und umfasst 3 bis 15 Blüten. Sie sind meist groß, farbig, duftend und verwelken – solange sie nicht bestäubt werden – erst nach längerer Zeit. Die Blüten sind resupiniert. Die Blütenblätter sind nicht miteinander verwachsen und bis auf die Lippe einander etwa gleich, meist spatelförmig, geformt. Die seitlichen Petalen sind oft kleiner als die äußeren Blütenblätter, bei einigen Arten – etwa der abgebildeten Vanda tricolor – sind sie an der Basis verdreht, so dass die Rückseite nach vorne weist. Die Ränder der Blütenblätter sind oft gewellt, ihre Spreite kann durch andersfarbige Aderung oder Punktierung ein Muster tragen. Die Lippe ist dreilappig und unbeweglich an der Säule angewachsen, an der Basis besitzt sie einen kurzen, meist seitlich zusammengedrückten Sporn. Der Sporn besitzt im Gegensatz zu verwandten Gattungen im Innern keine Anhängsel oder Erhebungen. Die Seitenlappen der Lippe sind klein und nach oben geschlagen. Der mittlere Lappen ist bedeutend größer, häufig auch auffällig gefärbt, mit längs verlaufenden, allerdings nicht sehr ausgeprägten Kielen oder Leisten versehen. Die Form des Mittellappens ist bei verschiedenen Arten sehr unterschiedlich, meist ist er jedoch konvex gewölbt. Die Säule ist kurz und fleischig, an der Basis podestartig verbreitert. Sie trägt das kapuzenförmige Staubblatt. Die zwei Pollinien sind rundlich geformt, eingeschnitten, über ein gemeinsames Stielchen (Stipes) mit der großen Klebscheibe (Viscidium) verbunden.
Bei einigen Arten wurden Holzbienen (Xylocopa) als Bestäuber beobachtet.

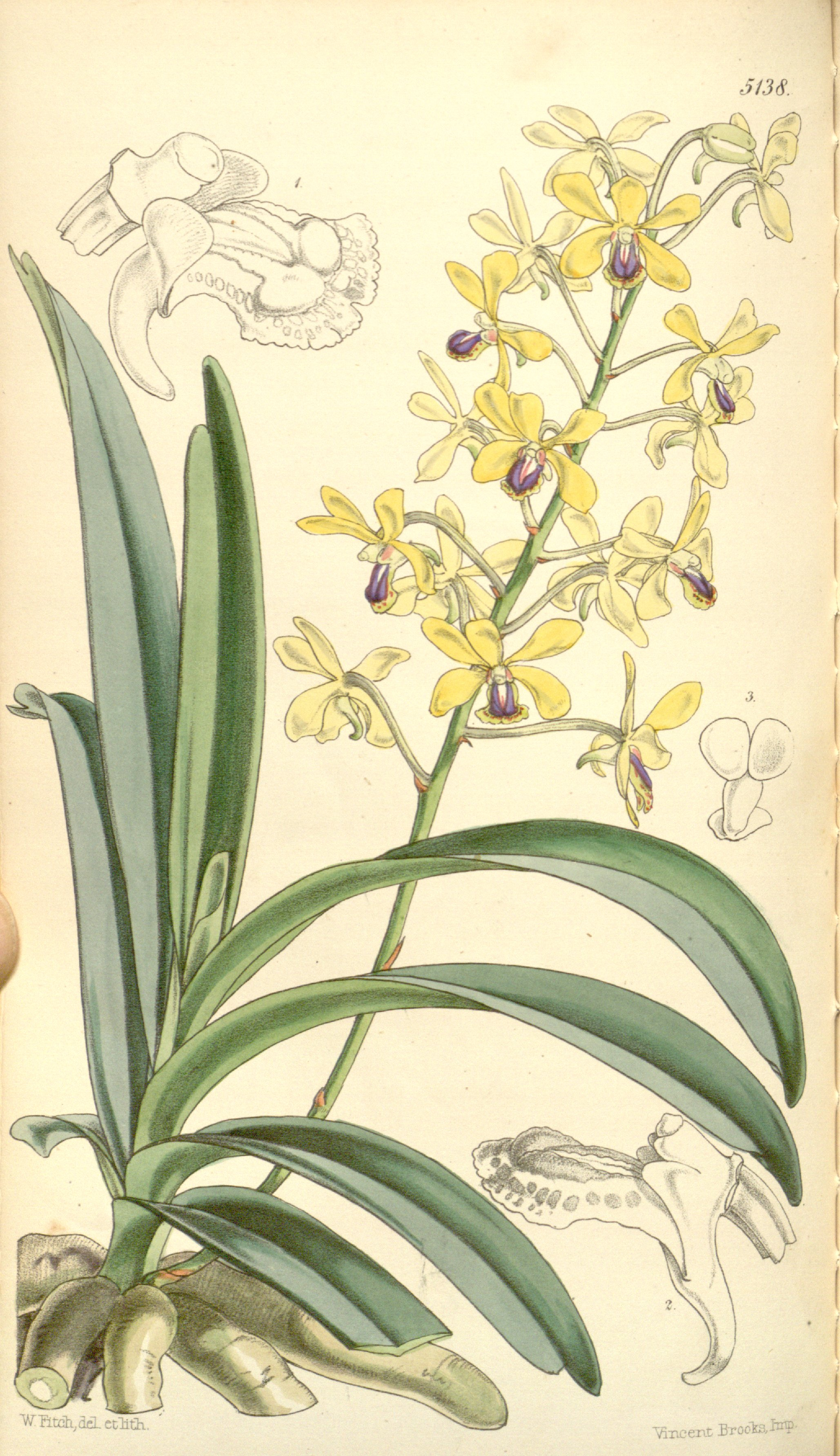
Vanda testacea, Illustration aus Curtis’s Botanical Magazine

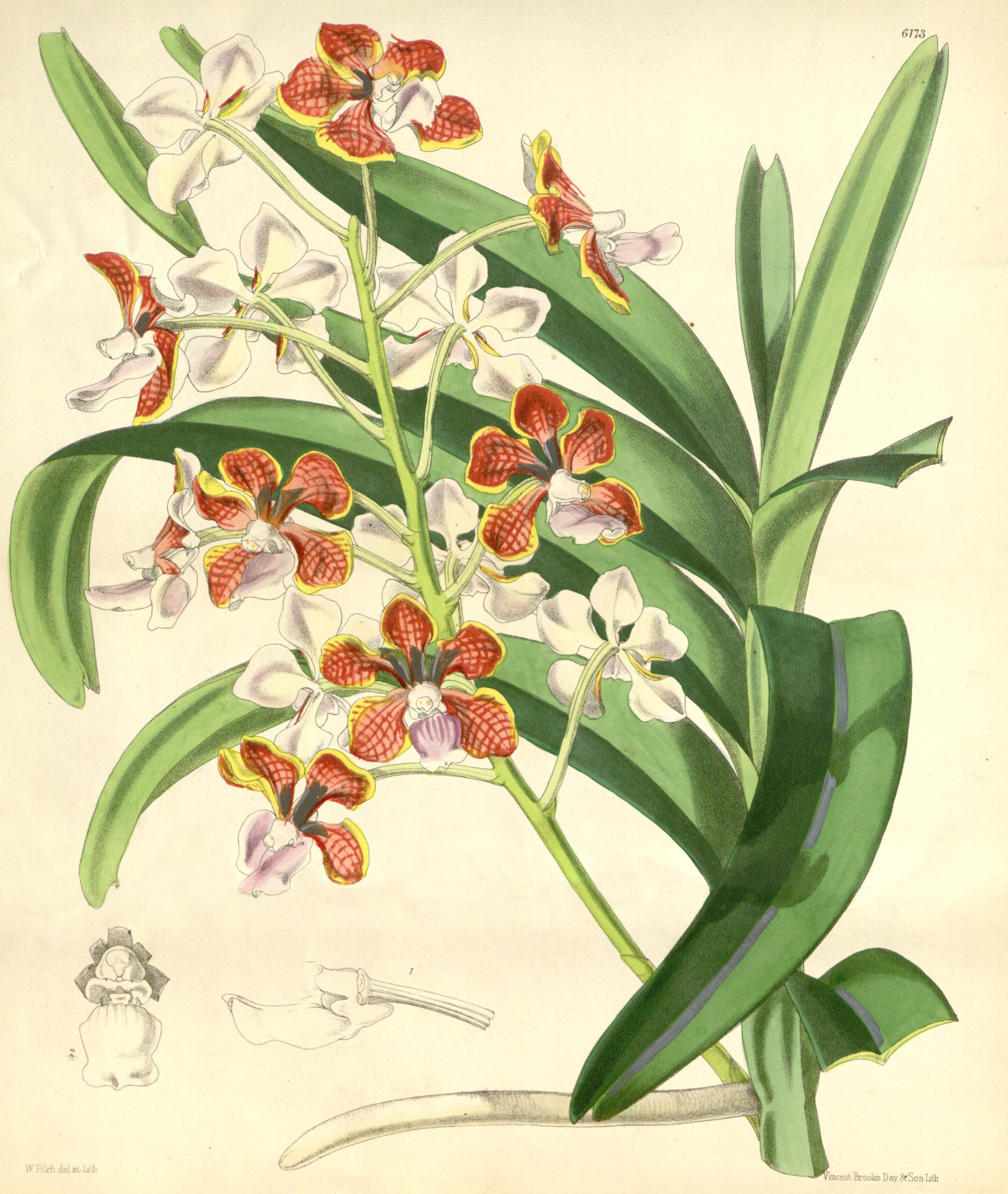
Vanda limbata, Illustration aus Curtis’s Botanical Magazine

## Verbreitung
Die Arten der Gattung Vanda sind in Südostasien von Indien im Nordwesten bis zu den Philippinen, über die indonesischen Inseln und im Nordosten Australiens verbreitet. Die größte Artenvielfalt findet sich im Bereich des nördlichen Thailands, Myanmars und südlichen Yunnans. Sie wachsen in immerfeuchten oder saisonal trockenen Wäldern, meist im Flachland bis ins niedrige Bergland.

## Systematik und botanische Geschichte
Die Gattung Vanda wurde 1820 von Robert Brown in Botanical Register Band 6, Tafel 506 aufgestellt. Er hatte den Namen von William Jones übernommen. Die Bezeichnung Vanda benutzte Jones schon 1795 für die in Indien vorkommende Vanda tesselata; es ist deren Trivialname in Hindi und stammt aus dem Sanskrit.
Innerhalb der Familie der Orchideen zählt Vanda zur Subtribus Aeridinae. Eine erste genetische Studie mit etwa 30 Arten hauptsächlich der Gattungen Vanda, Ascocentrum und Aerides hat gezeigt, dass Vanda, Ascocentrum, Euanthe und Christensonia sehr nah miteinander verwandt sind. Vanda und Ascocentrum sind demnach nicht monophyletisch. Aufgrund von neuen DNA-Analysen sind die ehemaligen Gattungen Ascocentrum, Christensonia, Euanthe, Ascocentropsis, Neofinetia, Eparmatostigma und Trudelia in die Gattung Vanda integriert worden. Nah verwandt zu Vanda sind außerdem Luisia und Papilionanthe. 
Innerhalb dieser Gattungen gibt es einige gut gestützte (bootstrap) Verwandtschaftsbeziehungen. Vanda luzonica, Vanda tricolor und Euanthe sanderiana formen eine Klade, wahrscheinlich gehört auch Vanda lamellata dazu. Vanda testacea ist mit Vanda liouvillei verwandt; Vanda tessellata mit Ascocentrum curvifolium; Christensonia vietnamica eventuell mit Ascocentrum garayi.
Eine Liste der anerkannten Arten der Gattung findet sich bei R. Govaerts. Dazu gehören beispielsweise:  
- Vanda alpina (Lindl.) Lindl.: Sie kommt vom Himalaja bis zum südlichen Yunnan vor.[1]
- Vanda concolor Blume: Sie kommt in China und in Vietnam vor.[1]

## Verwendung und Kultur
Vanda-Arten und vor allem Hybriden werden als Zierpflanzen und als Schnittblumen genutzt. In der Gartenkultur werden auch die nah verwandten Euanthe und Papilionanthe als Vanda geführt. Als erste und einflussreiche Züchtung gilt Miss Joaquim, deren Elternarten heute zu Papilionanthe gezählt werden. Wichtiger Kreuzungspartner war Vanda coerulea, deren blaue Blütenfarbe bei Orchideen selten ist. Eine frühe und viel genutzte Hybride ist Vanda Rothschildiana aus Vanda coerulea × Vanda sanderiana. Für die Schnittblumenproduktion wurde vor allem Arachnis hookerana eingekreuzt.
Die Wurzeln benötigen Luftzirkulation und regelmäßiges Abtrocknen zwischen den Gießgängen. Meist werden die Pflanzen hängend und wurzelnackt kultiviert. Möglich bei der Kultur von entsprechend kältetoleranten Sorten ist ein Freilandaufenthalt im Sommer mit möglichst hohen Lichtdosen. Nach einer entsprechenden Eingewöhnungsphase vertragen Vandeen die volle Mittagssonne, sie benötigen eine große Lichtmenge zur Blüteninduktion. Auch die nächtliche Temperaturabsenkung sowie die ständige Luftzirkulation im Freien wirken sich auf die Blühfreudigkeit und die gesamte Konstitution der Pflanzen positiv aus.